# 分家静男
分家 静男（ぶんけ しずお、1946年〈昭和21年〉9月20日 - ）は、日本の政治家。元富山県射水市長（1期）。元新湊市長（2期）。旭日小綬章。

## 来歴
富山県高岡市新湊町域出身。明治大学政経学部卒。射水上水道企業団、分家工業、セフティー商販の役員を経て、1982年、新湊市議会議員に当選する。

### 1999年新湊市長選挙
1999年（平成11年）、新湊市長選挙に立候補して、いずれも新人で自民党・公明党が支持する前市収入役、元国会議員秘書、元県議を破って初当選を果たした。
※当日有権者数：-人 最終投票率：78.73%（前回比：-pts）
| 候補者名 | 年齢 | 所属党派 | 新旧別 | 得票数   | 得票率 | 推薦・支持     |
| -------- | ---- | -------- | ------ | -------- | ------ | -------------- |
| 分家静男 | 52   | 無所属   | 新     | 10,806票 | 45.6%  | -              |
| 太田晃   | 61   | -        | 新     | 6,046票  | 25.5%  | 自民・公明支持 |
| 稲垣利恭 | 52   | 無所属   | 新     | 5,850票  | 24.7%  | -              |
| 京谷𧮳   | 59   | 無所属   | 新     | 986票    | 4.2%   | -              |

2003年（平成15年）に再選。

### 2005年射水市長選挙
新湊市は平成の大合併で近隣町村と合併し、2005年（平成17年）11月1日に射水市が発足する。分家は合併前の射水地区広域圏合併協議会会長を務めた。合併後の市長選挙に立候補し、当選。初代射水市長となった。
※当日有権者数：76,147人 最終投票率：82.3%（前回比：-pts）
| 候補者名 | 年齢 | 所属党派 | 新旧別 | 得票数   | 得票率 | 推薦・支持 |
| -------- | ---- | -------- | ------ | -------- | ------ | ---------- |
| 分家静男 | 59   | 無所属   | 新     | 26,351票 | 42.4%  | -          |
| 吉田力   | 58   | 無所属   | 新     | 20,680票 | 33.3%  | -          |
| 土井由三 | 64   | 無所属   | 新     | 15,135票 | 24.3%  | -          |

11月27日に就任した。

### 2009年射水市長選挙
2009年（平成21年）の市長選挙に立候補し、再選を目指したが、元富山県議会議員の夏野元志に敗れた。
※当日有権者数：76,318人 最終投票率：78.25%（前回比： 4.05pts）
| 候補者名 | 年齢 | 所属党派 | 新旧別 | 得票数   | 得票率 | 推薦・支持 |
| -------- | ---- | -------- | ------ | -------- | ------ | ---------- |
| 夏野元志 | 37   | 無所属   | 新     | 31,915票 | 54.0%  | -          |
| 分家静男 | 63   | 無所属   | 現     | 27,238票 | 46.0%  | -          |

11月26日に退任した。
2015年（平成27年）に射水市から市政特別功労者に表彰された。2016年 秋の叙勲で地方自治功労により旭日小綬章を受章。